# Sanajt
Sanajt o Nebka (c. 2700-2682 a. C.) fue el primer faraón de la tercera dinastía de Egipto. Con él comienza el periodo denominado por los modernos historiadores Imperio Antiguo de Egipto.
El nombre Sanajt significa ‘el fuerte protector’. También es conocido como Nebka (su nombre de trono).
Según Manetón, Nequerofes (Sexto Julio Africano) reinó 28 años. Eusebio de Cesarea lo denominó Nequeroquis. Se le cita como Nebka en la Lista Real de Abidos y en el Canon Real de Turín, reinando dieciocho años, figurando siempre como predecesor de Dyeser (Zoser).
La Piedra de Palermo lo menciona erigiendo un templo en el año 13.º de su reinado, la estatua de Jasejemuy en el año 16.º, y la construcción de un barco en el año 18.º.
La esposa de Nebka fue Initkaes, hija de Jasejemuy y Nimaathapi (su predecesor), consiguiendo el trono probablemente mediante este matrimonio, pues el derecho al trono se obtenía a través de la descendencia femenina.
Julio Africano y Eusebio comentan: «Durante su reinado los libios se rebelaron contra Egipto, y cuando la Luna se agrandó extraordinariamente, aterrorizados, se rindieron».
Le sucedió Dyeser, posiblemente su hermano (Vercoutter), o su hijo (Beckerath y Grimal). 

## Testimonios de su época
- Se le atribuye la pirámide de El-Kula, la mastaba de Meidum y la construcción de la primera mastaba de base cuadrada sobre la que se erigió la Pirámide escalonada de Saqqara.
- El lugar de su sepultura es posiblemente la estructura de adobe rodeada de un muro en Abu Roash.
- Se le atribuye el complejo funerario inacabado situado al oeste del templo de Dyeser (W. Helck).
- Impresiones de sello encontrados en Elefantina (Seidlmayer).
- Fragmento de relieve en piedra arenisca de Uadi Maghara (Sinaí) (Gardiner-Peet-Cerný).

## Titulatura
| Titulatura | Jeroglífico | Transliteración (transcripción) - traducción - (referencias) |

| G5 |

| G5 |

| V16 |

| V16 |

| V16 |

| V16 |

| G5 |

| G5 |

| V16 |

| V16 |

| V16 |

| V16 |

| G5 |

| G5 |

| V18 | n · M3 |

| V18 | n · M3 |

| V18 | n · M3 |

| V18 | n · M3 |

| G5 |

| G5 |

| V18 | n · M3 |

| V18 | n · M3 |

| V18 | n · M3 |

| V18 | n · M3 |

| nb | kA |

| nb | kA |

| nb | kA |

| nb | kA |

| nb | kA |

| nb | kA |

| nb | kA |

| nb | kA |

| nb | kA |

| nb | kA |

| nb | kA |

| nb | kA |

| nb | kA |

| nb | kA |

| nb | kA |

| nb | kA |

| nb | kA | Z1 |

| nb | kA | Z1 |

| nb | kA | Z1 |

| nb | kA | Z1 |

| nb | kA | Z1 |

| nb | kA | Z1 |

| nb | kA | Z1 |

| nb | kA | Z1 |

| nb | kA | Z1 |

| nb | kA | Z1 |

| nb | kA | Z1 |

| nb | kA | Z1 |

| nb | kA | Z1 |

| nb | kA | Z1 |

| nb | kA | Z1 |

| nb | kA | Z1 |

## Otras hipótesis
Algunos eruditos creen que Horus Sanajt y Nebka fueron dos faraones diferentes de la dinastía III.